# Закутинцы (Житомирская область)
Заку́тинцы (укр. Закутинці) — село на Украине, основано в 1610 году, находится в Бердичевском районе Житомирской области.
Код КОАТУУ — 1820882101. Население по переписи 2001 года составляет 370 человек. Почтовый индекс — 13353. Телефонный код — 4143. Занимает площадь 2,029 км².

## Адрес местного совета
13353, Житомирская область, Бердичевский р-н, с.Закутинцы, ул.Октябрьская, 10